# كمبورن (كامبريدجشير)
كمبورن (بالإنجليزية: Cambourne)‏ هي قرية و أبرشية مدنية تقع في المملكة المتحدة في South Cambridgeshire. يقدر عدد سكانها بـ 8,186 نسمة .